# Karolinelund
Karolinelund er en folkepark og en forhenværende forlystelsespark i østkanten af Aalborgs centrum. 11. maj 2012 genåbnede den som en bypark drevet og ejet af Aalborg Kommune.

## Ejerforhold
Området var oprindeligt et sumpet areal, som lå op til og nordvest for 'den store eksercerplads',[kilde mangler] og var ejet af Aalborg Kommune. Fra 1824 blev arealet stillet til rådighed for officerer fra 3. Jydske Infanteriregiment, som med soldater, som havde overstået rekruttiden, drænede arealet og etablerede pavillon og kolonihaver.
Fra 1946 var Karolinelund ejet af familien Lind. Først brødrene Volmer og Carl Lind, der etablerede forlystelsesparken, og siden Franck Bo Lind, der i 2006 solgte til Torben "Træsko" Pedersen, som også ejer bl.a. Cirkusrevyen og flere forlystelser på Dyrehavsbakken nord for København.
Efter kun én sæson solgte Torben ”Træsko” 23. januar 2007 parken til Aalborg Kommune. Angiveligt for kun det halve af, hvad han selv havde betalt året før. Aalborg Kommune etablerede Karolinelund som en bypark – et grønt og rekreativt område for byens borgere og turister, og med et bredt udbud af forlystelser, spisesteder og underholdning.
Driften blev varetaget af den daglige ledelse i Aalborg Zoo, ligesom bestyrelsen for Karolinelunds nye erhvervsdrivende fond var den samme som i Aalborg Zoo. De to attraktioner fungererede dog som to selvstændige attraktioner med hver sin identitet og profil.
I 2010 overtog Aalborg Kommune selv driften af parken.

## Historie
Mens militæret rådede over området, havde byen i 1839 besøg af prins Ferdinand og prinsesse Caroline. I den anledning afholdtes 17. juni 1839 et sommerbal i anlægget, og i forbindelse hermed navngav prinsessen parken. I perioden herefter blev parken offentligt tilgængelig, og i 1930-erne blev den bl.a. anvendt til 1. maj-fester.

### Åbningsåret 1947
Tivoli Karolinelund åbnede første gang den 20. april 1947. Det skete efter meget debat om placeringen. Brødrene Volmer og Carl Bo Lind ønskede at anvende den del af Kildeparken der ligger op mod Aalborghallen, til deres dengang omrejsende tivoli. Skovdalen var også på tale, men det var udelukket da kommunens skoler brugte pladsen til idræt. Parken ligger på en tidligere militær eksercerplads.

### Kær park, mange navne
I en årrække fra midt i 1970'erne til 2005 bar Karolinelund navnet Tivoliland, og blev markedsført som Danmarks dejligste land. Navnet Karolinelund har dog klæbet til området, og da Torben ”Træsko” købte parken i 2005 ændrede han navnet til Tivoli Karolinelund. I dag hedder området igen blot Karolinelund.
Oprindeligt stavedes Karolinelund med C. Carolinelund er nemlig opkaldt efter Prinsesse Caroline (1793-1881), datter af Kong Frederik 6. og Dronning Marie Sophie Frederikke. Prinsesse Caroline blev i 1829 gift med arveprins Ferdinand. Hun var populær og respekteret indenfor militæret.
I 1824 forærede Aalborgs bystyre området til byens officerer som rekreativt område for dem og deres familier. I løbet af 1840erne blev Carolinelund et populært udflugtssted for alle byens borgere, og fra 1946 så som forlystelsespark.

### Ophør af tivolidrift
2010 blev det sidste år for Tivoli Karolinelund, fordi Aalborg Kommune ikke længere ville fortsætte driften af tivoliet.

### Bypark indviet i 2012
I 2012 genåbnede Karolinelund som en folkepark. Parken danner i sommermånederne rammen om en række koncerter kaldet Fredagsrock og arrangeret af Skråen. Det er Aalborg Kommunes plan, at en del af parkområdet skal frastykkes til andre formål. Siden 2013 har en del af området været indrettet som byhaver; af dem er der i 2016 ca. 80.